# Ryan Mmaee
Ryan Mmaee (Geraardsbergen, 1 november 1997) is een Marokkaanse profvoetballer die doorgaans als aanvaller speelt. Hij staat sinds 2021 onder contract bij het Hongaarse Ferencváros. Mmaee debuteerde in 2016 in het Marokkaans voetbalelftal. Hij is de broer van voetballers Samy Mmaee en Jacky Mmaee.

## Carrière

### Jeugd
Ryan Mmaee werd in 1997 geboren in Geraardsbergen, als de zoon van een Kameroense vader en een Marokkaanse moeder. Na zijn geboorte verhuisde hij met zijn familie naar Sint-Pieters-Leeuw. Daar sloot hij zich aan bij de jeugd van het bescheiden KV Zuun, dat hij na een jaar inruilde voor FC Brussels. In 2010 belandde de jonge aanvaller bij AA Gent. Drie jaar later stapte hij samen met zijn broer Samy Mmaee over naar Standard Luik. Ook ploeggenoot Achraf Achaoui ruilde dat jaar Gent in voor Luik.

### Standard Luik
Op 21 mei 2015 debuteerde Mmaee onder coach José Riga in het eerste elftal van Standard. Hij mocht toen op de voorlaatste speeldag van Play-off I meespelen tegen zijn ex-club AA Gent. De aanvaller viel in de 82e minuut in voor ploeggenoot Mehdi Carcela. Eerder dat seizoen had ook zijn oudere broer Samy al zijn debuut gemaakt voor de Rouches.
Een jaar later versierde Mmaee onder coach Yannick Ferrera zijn eerste basisplaats. Op 10 april 2016 mocht hij in Play-off II in de basis starten tegen KV Kortrijk. Een week later kreeg de spits ook tegen Moeskroen-Péruwelz een basisplaats. Desondanks bleef een grote doorbraak uit. In het seizoen 2016/17 kwam de 19-jarige aanvaller slechts zeven keer in actie. Op 16 mei 2017 scoorde hij tegen Waasland-Beveren wel zijn eerste doelpunt voor Standard.

### Waasland-Beveren
Nadien werd de aanvaller voor een seizoen verhuurd aan datzelfde Waasland-Beveren. Op 9 september 2017 scoorde hij in een ruime zege tegen KAS Eupen (5–1) zijn eerste doelpunt voor de Oost-Vlaamse club. Het zou zijn enige doelpunt van het seizoen blijven. Mmaee kreeg pas op 27 januari 2018 zijn eerste basisplaats bij Waasland-Beveren in de competitiewedstrijd tegen Zulte Waregem.

### Aarhus GF
Mmaee keerde na zijn uitleenbeurt aan Waasland-Beveren terug naar Standard. Hij voldeed echter niet tijdens de voorbereiding, waarop de club hem opnieuw uitleende, ditmaal aan de Deense eersteklasser Aarhus GF. Aarhus bedong een aankoopoptie in het huurcontract. Mmaee scoorde in negen competitiewedstrijden geen enkele keer voor de Deense club, maar trof in drie bekerwedstrijden wel driemaal raak.

### AEL Limassol
Op 1 juli 2019 liep het contract van Mmaee bij Standard af, waardoor de aanvaller transfervrij op zoek kon naar een nieuwe club. Nadat hij tijdens een testperiode bij Excel Moeskroen niet kon overtuigen ging hij op de proef bij FC Den Bosch, maar ook daar kon hij geen contract versieren. Pas in september 2019 vond hij met AEL Limassol een nieuwe club.

### Ferencváros
Op 1 juli 2021 werd hij getransfereerd naar het Hongaarse Ferencváros waar hij een contract kreeg tot medio 2024.

## Statistieken
| Seizoen                        | Club               | Land       | Competitie         | Competitie | Competitie | Beker | Beker | Supercup | Supercup | Europees | Europees | Totaal | Totaal |
| Seizoen                        | Club               | Land       | Competitie         | Wed.       | Dlp.       | Wed.  | Dlp.  | Wed.     | Dlp.     | Wed.     | Dlp.     | Wed.   | Dlp.   |
| ------------------------------ | ------------------ | ---------- | ------------------ | ---------- | ---------- | ----- | ----- | -------- | -------- | -------- | -------- | ------ | ------ |
| 2014/15                        | Standard Luik      | België     | Jupiler Pro League | 1          | 0          | 0     | 0     | 0        | 0        | 0        | 0        | 1      | 0      |
| 2015/16                        | Standard Luik      | België     | Jupiler Pro League | 5          | 0          | 0     | 0     | 0        | 0        | 0        | 0        | 5      | 0      |
| 2016/17                        | Standard Luik      | België     | Jupiler Pro League | 7          | 1          | 0     | 0     | 0        | 0        | 0        | 0        | 7      | 1      |
| 2017/18                        | → Waasland Beveren | België     | Jupiler Pro League | 18         | 1          | 2     | 0     | 0        | 0        | 0        | 0        | 20     | 1      |
| 2018/19                        | → Aarhus GF        | Denemarken | Superligaen        | 9          | 0          | 1     | 1     | 0        | 0        | 0        | 0        | 10     | 1      |
| 2019/20                        | AEL Limasol        | Cyprus     | A Divizion         | 20         | 5          | 3     | 3     | 1        | 0        | 0        | 0        | 24     | 8      |
| 2020/21                        | AEL Limasol        | Cyprus     | A Divizion         | 30         | 14         | 5     | 3     | 0        | 0        | 0        | 0        | 35     | 17     |
| 2021/22                        | Ferencváros        | Hongarije  | Nemzeti Bajnokság  | 6          | 6          | 0     | 0     | 0        | 0        | 10       | 5        | 16     | 8      |
| TOTAAL                         | TOTAAL             | TOTAAL     | TOTAAL             | 96         | 27         | 11    | 7     | 1        | 0        | 10       | 5        | 118    | 36     |
| Bijgewerkt t/m september 2021. |                    |            |                    |            |            |       |       |          |          |          |          |        |        |

## Interlandcarrière
Mmaee speelde voor verschillende Belgische nationale jeugdploegen. Hoewel hij in april 2016 verklaarde de voorkeur te geven aan een Belgische selectie besloot hij enkele maanden later in actie te komen voor het Marokkaans voetbalelftal. In 2017 maakte hij zijn debuut bij het Belgisch beloftenelftal.

## Erelijst
Standard Luik
- Beker van België (1): 2016